# The Blonde from Singapore
The Blonde from Singapore is een Amerikaanse avonturenfilm uit 1941 onder regie van Edward Dmytryk.

## Verhaal
Enkele piloten duiken naar parels. Ze ontmoeten een hulpeloze vrouw die haar ouders heeft verloren. De piloten besluiten uit medelijden om haar de opgedoken parels te schenken. Ze ontdekken echter al snel dat ze niet helemaal de waarheid spreekt.

## Rolverdeling
| Acteur           | Personage       |
| ---------------- | --------------- |
| Florence Rice    | Mary Brooks     |
| Leif Erickson    | Terry Prescott  |
| Gordon Jones     | Billings        |
| Don Beddoe       | Sergeant Burns  |
| Alexander D'Arcy | Prins Sali      |
| Adele Rowland    | Sultana         |
| Lumsden Hare     | Reginald Belvin |
| Richard Terry    | Tada            |
| Emory Parnell    | Kapitein Nelson |